# Sydamerikanska mästerskapet i volleyboll för damer 2023
Sydamerikanska mästerskapet i volleyboll för damer 2023 utspelade sig mellan 19 och 23 augusti 2023 i Recife, Brasilien. Det var den 35:e upplagan av turneringen och sex lag från CSV:s medlemsförbund deltog. För den 23:e gången totalt och för den 15:e gången i rad vann Brasilien tävlingen genom att besegra Argentina i finalen. Gabriela Guimarães, Brasilien, utsågs till mest värdefulla spelare, medan Beatriz Novoa, Chile var främsta poängvinnare med 62 bollpoäng.

## Arenor
|                                                                                   |  |  |
|                                                                                   |  |  |
| Ginásio de Esportes Geraldo Magalhães Stad: Recife Kapacitet: 15 000 Öppnad: 1970 |  |  |

## Format
Tävlingen genomfördes genom gruppspel där alla lag möte alla andra lag en gång. Om slutresultatet blev 3-0 eller 3-1 tilldelades 3 poäng till det vinnande laget och 0 till det förlorande laget, om slutresultatet blev 3-2 tilldelades 2 poäng till det vinnande laget och 1 till det förlorande laget. Rankningsordningen i serien definierades utifrån:
- Antal vunna matcher
- Poäng
- Kvot vunna / förlorade set
- Kvot vunna / förlorade poäng.
- Inbördes möten

## Deltagande lag
| Lag       | Deltog senast |
| --------- | ------------- |
| Argentina | Colombia 2021 |
| Brasilien | Colombia 2021 |
| Chile     | Colombia 2021 |
| Colombia  | Colombia 2021 |
| Peru      | Colombia 2021 |

## Turneringen[4]

### Resultat
| 19 augusti 2023 Ginásio Geraldo Magalhães, Recife Speltid: ? - Åskådare: ?     | Argentina | 3 - 1 | Peru      | 25-16, 24-26, 25-23, 25-19        |
| 19 augusti 2023 Ginásio Geraldo Magalhães, Recife Speltid: 1h:13 - Åskådare: ? | Brasilien | 3 - 0 | Chile     | 25-13, 25-11, 25-21               |
| 20 augusti 2023 Ginásio Geraldo Magalhães, Recife Speltid: 1h:31 - Åskådare: ? | Chile     | 0 - 3 | Colombia  | 10-25, 24-26, 13-25               |
| 20 augusti 2023 Ginásio Geraldo Magalhães, Recife Speltid: 1h:19 - Åskådare: ? | Brasilien | 3 - 0 | Argentina | 25-17, 25-16, 25-17               |
| 21 augusti 2023 Ginásio Geraldo Magalhães, Recife Speltid: 2h:00 - Åskådare: ? | Peru      | 1 - 3 | Colombia  | 25-20, 17-25, 15-25, 20-25        |
| 21 augusti 2023 Ginásio Geraldo Magalhães, Recife Speltid: 1h:35 - Åskådare: ? | Chile     | 0 - 3 | Argentina | 23-25, 23-25, 15-25               |
| 22 augusti 2023 Ginásio Geraldo Magalhães, Recife Speltid: 1h:52 - Åskådare: ? | Argentina | 3 - 0 | Colombia  | 25-20, 29-27, 26-24               |
| 22 augusti 2023 Ginásio Geraldo Magalhães, Recife Speltid: 1h:16 - Åskådare: ? | Brasilien | 3 - 0 | Peru      | 25-14, 25-18, 25-9                |
| 23 augusti 2023 Ginásio Geraldo Magalhães, Recife Speltid: 2h:27 - Åskådare: ? | Peru      | 2 - 3 | Chile     | 23-25, 25-23, 17-25, 25-12, 13-15 |
| 23 augusti 2023 Ginásio Geraldo Magalhães, Recife Speltid: 1h:54 - Åskådare: ? | Brasilien | 3 - 0 | Colombia  | 25-19, 25-22, 25-19               |

### Sluttabell
| Pos. | Lag       | Pt | G | V | P | VS | FS | Kvot  | VP  | FP  | Kvot  |
| ---- | --------- | -- | - | - | - | -- | -- | ----- | --- | --- | ----- |
| 1.   | Brasilien | 12 | 4 | 4 | 0 | 12 | 0  | MAX   | 300 | 196 | 1,530 |
| 2.   | Argentina | 9  | 4 | 3 | 1 | 9  | 4  | 2,250 | 304 | 291 | 1,044 |
| 3.   | Colombia  | 6  | 4 | 2 | 2 | 6  | 7  | 0,857 | 302 | 279 | 1,082 |
| 4.   | Chile     | 2  | 4 | 1 | 3 | 3  | 11 | 0,272 | 253 | 329 | 0,768 |
| 5.   | Peru      | 1  | 4 | 0 | 4 | 4  | 12 | 0,333 | 305 | 369 | 0,826 |

## Slutplaceringar
| Pos | Lag       | Kvalificerat för |
| --- | --------- | ---------------- |
|     | Brasilien | VM 2025          |
|     | Argentina | VM 2025          |
|     | Colombia  | VM 2025          |
| 4.  | Chile     |                  |
| 5.  | Peru      |                  |

## Individuella utmärkelser[5]
| Utmärkelse              | Namn               | Lag       |
| ----------------------- | ------------------ | --------- |
| Mest värdefulla spelare | Gabriela Guimarães | Brasilien |
| Bästa passare           | Roberta Ratzke     | Brasilien |
| Bästa högerspiker       | Kisy do Nascimento | Brasilien |
| Bästa vänsterspiker     | Gabriela Guimarães | Brasilien |
| Bästa vänsterspiker     | Amanda Coneo       | Colombia  |
| Bästa center            | Thaísa de Menezes  | Brasilien |
| Bästa center            | Candelaria Herrera | Argentina |
| Bästa libero            | Nyeme Costa        | Brasilien |

## Statistik
| Vunna poäng | Vunna poäng      | Vunna poäng | Vunna poäng |
| Pos.        | Namn             | Poäng       | Lag         |
| ----------- | ---------------- | ----------- | ----------- |
| 1           | Beatriz Novoa    | 62          | Chile       |
| 2           | Amanda Coneo     | 58          | Colombia    |
| 3           | Bianca Cugno     | 51          | Argentina   |
| 4           | Ysabella Sánchez | 49          | Peru        |
| 4           | Dayana Segovia   | 49          | Colombia    |

| Vunna attacker | Vunna attacker   | Vunna attacker | Vunna attacker |
| Pos.           | Namn             | Poäng          | Lag            |
| -------------- | ---------------- | -------------- | -------------- |
| 1              | Beatriz Novoa    | 55             | Chile          |
| 2              | Amanda Coneo     | 51             | Colombia       |
| 3              | Bianca Cugno     | 44             | Argentina      |
| 3              | Ysabella Sánchez | 44             | Peru           |
| 5              | Aixa Vigil       | 43             | Peru           |

| Vunna block | Vunna block           | Vunna block | Vunna block |
| Pos.        | Namn                  | Poäng       | Lag         |
| ----------- | --------------------- | ----------- | ----------- |
| 1           | Candelaria Herrera    | 11          | Argentina   |
| 2           | Valerín Carabalí      | 10          | Colombia    |
| 3           | Flavia Montes         | 9           | Peru        |
| 4           | Ana Carolina da Silva | 8           | Brasilien   |
| 5           | Bianca Farriol        | 7           | Argentina   |
| 5           | Dayana Segovia        | 7           | Colombia    |

| Serveess | Serveess              | Serveess | Serveess  |
| Pos.     | Namn                  | Poäng    | Lag       |
| -------- | --------------------- | -------- | --------- |
| 1        | Thaísa de Menezes     | 6        | Brasilien |
| 2        | Maricarmen Guerrero   | 4        | Peru      |
| 2        | Ana Carolina da Silva | 4        | Brasilien |
| 4        | Daniela Bulaich       | 3        | Argentina |
| 4        | Aixa Vigil            | 3        | Peru      |
| 4        | Paula Salinas         | 3        | Chile     |
| 4        | Dayana Segovia        | 3        | Colombia  |
| 4        | Maira Ospino          | 3        | Colombia  |